# (58152) Natsöderblom
58152 Natsoderblom (1988 PF2) – planetoida z pasa głównego asteroid okrążająca Słońce w ciągu 4 lat i 1 dnia, w średniej odległości 2,52 j.a. Została odkryta 12 sierpnia 1988 roku w Karl Schwarzschild Observatory w Tautenburgu przez Freimuta Börngena. Nazwa planetoidy pochodzi od szwedzkiego teologa Nathana Söderbloma (1866-1931), pioniera ruchu ekumenicznego.